# Eupithecia triangulata
Eupithecia triangulata är en fjärilsart som beskrevs av Leo Schwingenschuss 1953. Eupithecia triangulata ingår i släktet Eupithecia och familjen mätare. Inga underarter finns listade i Catalogue of Life.